# 줄라이 세븐
줄라이 세븐(2000년 7월 7일 ~)은 대한민국의 가수다. 2022년 싱글 《HONESTLY》로 데뷔했다.

## 방송
- 고등래퍼 3 (2019) - Top32
- 아티스탁 게임 (2022) - Top48(45위)

## 음반
- HONESTLY (2022)

## 작사/작곡
- 7uly 7even <HONESTLY> (2022) - 작사/작곡/편곡

## 수상
- KAC한국예술원과 쏘스뮤직 콜라보 랩일장 우승 (2018)